# 비아르네 헨릭센
비아르네 헨릭센(Bjarne Henriksen, 1959년 1월 18일 ~ )은 덴마크의 연극 배우, 영화배우, 성우, 텔레비전 배우이다. 덴마크 퓐섬에서 태어났다.

## 영화
- 쿠르스크 (2018년)
- 캣치 더 드림 (2013년)
- 디스 라이프 (2012년)
- 더 헌트 (2012년) - 올 역
- 날 꼭 안아줘 (2010년)
- 피어 미 낫 (2008년)
- 저스트 라이크 홈 (2007년)
- 메디신 맨 (2005년) - 존 폴센 역
- 차이나맨 (2005년)
- 토레몰리노스 73 (2003년)
- 모나스 베르덴 (2001년)
- 보이첵의 마지막 교향곡 (2001년)
- 비욘드 (2000년)
- 악령 (1999년)
- 셀레브레이션 (1998년)
- 라스트 바이킹 (1997년)